# Onthophagus insularis
Onthophagus insularis là một loài bọ cánh cứng trong họ Bọ hung (Scarabaeidae).